# Bílbilis
Bílbilis (llatí Bilbilis) fou una ciutat de la Tarraconense, la segona ciutat dels Celtibers després de Segòbriga. Hi va néixer el poeta Marc Valeri Marcial.
La ciutat era a un turó rocós al peu del qual passava el riu Salo. A la ciutat es fabricaven armes però el ferro s'havia d'importar. S'explotava una mica d'or.
No lluny hi havia Aquae Bilbitanae, uns banys creats ja sota domini de Roma.
Bilbilis fou sota domini romà un municipi (Augusta Bilbilis). A la regió es va lliurar bona part de la guerra entre Sertori i Metel. Avui es diu Bambola, i és propera a Calataiud.